# Negritos

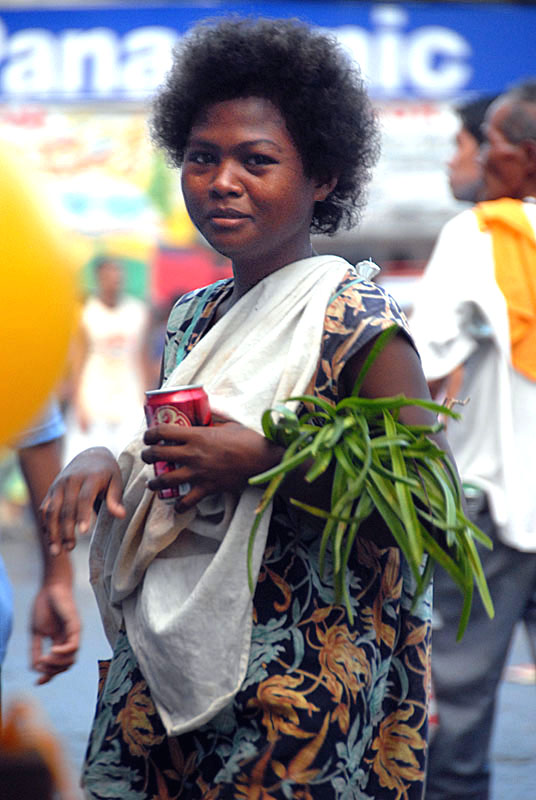
Donna Aeta (Filippine)

Con il termine negritos si indicavano in origine alcuni gruppi etnici delle Filippine quali gli Aeta e i Batak. Nel tempo il termine è passato ad indicare in modo estensivo tutti i gruppi pigmoidi che si trovano nell'Asia meridionale e insulare e nell'Oceania. Essi hanno alcune caratteristiche fisiche in comune: statura bassa (140-150 cm) e robusta, pelle molto scura, capelli crespi.

## Etimologia
La parola Negritos deriva dallo spagnolo negrito, formata da negro (nero) + il suffisso diminutivo maschile -ito, quindi letteralmente significa piccolo nero. Essa risale al XVI secolo e fu usata per la prima volta dai colonizzatori spagnoli delle Filippine per indicare le popolazioni di pelle scura che avevano incontrato e che ritenevano venissero dall'Africa.

## Distribuzione geografica
Attualmente i negritos sono presenti in quattro maggiori aree:
- le Filippine;
- la penisola Malese;
- le Isole Andamane;
- la Nuova Guinea.

### I negritos delle Filippine
Le popolazioni negrito delle Filippine sono circa 25 gruppi distinti. Fra questi i più numerosi sono: gli Aeta (isola di Luzon), gli Ati (isola di Panay), i Batak (isola di Palawan), i Mamanwa (isola di Mindanao).

### I negritos della penisola malese
Ci sono due gruppi negrito nella penisola malese propriamente detta, i Semang ed i Senoi, ed un gruppo nel sud della Thailandia, i Mani.

### I negritos delle Isole Andamane
I negrito delle isole Andamane, chiamati Andamanesi sono composti da cinque gruppi principali: Grandi Andamanesi, Jangili (estintisi nel 1931), Jarawa, Onge, Sentinelesi.

### I negritos della Nuova Guinea
Nella nuova Guinea i negrito sono presenti con il gruppo dei Tapiro che si trova negli altopiani della Nuova Guinea Occidentale nella zona dei Wissel Lakes.

## Storia
Le origini dei Negritos sono tuttora alquanto dibattute ed in proposito si sono succedute nel tempo varie ipotesi.
L'ipotesi attualmente più accreditata prevede che i Negritos discendano, almeno in parte, da una migrazione dei popoli che vivevano nell'Africa orientale, avvenuta circa 60.000 anni fa. Un gruppo non molto numeroso, forse circa 200 individui, che nel tardo Pleistocene attraversò lo stretto di Bab el-Mandeb (allora molto meno largo di oggi a causa della glaciazione in atto) e passò dall'Africa alla penisola arabica, e da qui, seguendo un percorso di 12.000 km lungo le coste dell'Oceano Indiano degli attuali Iran, Pakistan, India, raggiunse il sud-est asiatico, la Nuova Guinea e le Filippine.
Questa teoria ha trovato conferme nelle analisi genetiche. Infatti i test hanno dimostrato che i Negrito delle isole Andamane fanno parte dell'aplogruppo N del DNA mitocondriale, che discende dall'aplogruppo L3, cioè quello originario dell'Africa orientale.